# Florida Tropical House
La Florida Tropical House est une maison américaine à Beverly Shores, dans le comté de Porter, en Indiana. Construite dans le style moderne pour représenter la Floride à l'exposition universelle de 1933 à Chicago, elle est déplacée en barge jusqu'à son site actuel, sur les bords du lac Michigan, en 1935. Propriété contributrice au Century of Progress Architectural District depuis l'inscription de ce district historique au Registre national des lieux historiques le 30 juin 1986, cette maison de plage fait par ailleurs partie du parc national des Indiana Dunes depuis sa création le 15 février 2019.